# 佩珀峰
佩珀峰（英語：Pepper Peak）是南極洲的山峰，位於伊利沙伯女皇地，處於內爾沃山以北3.7公里，屬於彭薩科拉山脈中尼普頓山脈的一部分，海拔高度940米，美國地質調查局根據測量和美國海軍拍攝的空中照片繪入地圖，現時由南極條約體系管理。